# Кооперація
Коопера́ція (лат. cooperatio) — це форма організації економічної діяльності людей і організацій для спільного досягнення загальних цілей або задоволення потреб. Використовується також для позначення характеру економічних та політичних взаємин. 
Кооперація є системою, що складається з кооперативів та їх об'єднань, мета якої - сприяння членам кооперації у сфері виробництва, торгівлі і фінансів. 
Кооперацію розглядають, як третій сектор економіки, разом із приватним (індивідуальним) і державним (централізованим) секторами економіки (народного господарства). У ринковій економіці виступає «третьою силою» або «третьою альтернативою» приватному і державному підприємництву. 
Кооперація об'єднує в собі економічну діяльність і суспільний рух. В основі діяльності кооперації лежать кооперативні принципи, прийняті Міжнародним Кооперативним Альянсом.
Основні форми кооперації — кредитна кооперація, страхова кооперація, споживча кооперація, виробнича кооперація (масловиробнича кооперація, сільськогосподарська кооперація, будівельна кооперація).